# Corynoptera campylodonta
Corynoptera campylodonta är en tvåvingeart som beskrevs av Lyudmila Komarova 1995. Corynoptera campylodonta ingår i släktet Corynoptera och familjen sorgmyggor. Inga underarter finns listade i Catalogue of Life.